# Penindaian (Semendo Darat Laut)
Penindaian is een bestuurslaag in het regentschap Muara Enim van de provincie Zuid-Sumatra, Indonesië. Penindaian telt 822 inwoners (volkstelling 2010).